# Моріс Тейлор
Моріс Тейлор (англ. Maurice Taylor, нар. 30 жовтня 1976, Детройт) — американський професіональний баскетболіст, що грав на позиціях центрового і важкого форварда за низку команд НБА.

## Ігрова кар'єра
На університетському рівні грав за команду Мічиган (1994–1997). 
1997 року був обраний у першому раунді драфту НБА під загальним 14-м номером командою «Лос-Анджелес Кліпперс». Професійну кар'єру розпочав 1997 року виступами за тих же «Лос-Анджелес Кліпперс», захищав кольори команди з Лос-Анджелеса протягом наступних 3 сезонів.
З 2000 по 2005 рік грав у складі «Х'юстон Рокетс».
2005 року перейшов до «Нью-Йорк Нікс», у складі якої провів наступний сезон своєї кар'єри.
Наступною командою в кар'єрі гравця була «Сакраменто Кінґс», за яку він відіграв один сезон.
Частину 2000 року виступав у складі італійської команди «Олімпія Мілан».
2009 року перейшов до китайської команди «Шаньсі Лунгс», у складі якої провів наступний сезон своєї кар'єри.
Останньою ж командою в кар'єрі гравця стала «Бенеттон Тревізо» з Італії, до складу якої він приєднався 2010 року і за яку відіграв лише частину сезону.